# USS Shangri-La (CV-38)
USS Shangri-La (CV-38) – amerykański lotniskowiec typu Essex (podtyp długi kadłub). Jego nazwa pochodziła od Shangri-La, co było nawiązaniem do wypowiedzi Roosevelta po rajdzie Doolittle’a (prezydent, chcąc dochować tajemnicy co do szczegółów nalotu powiedział, że samoloty wystartowały z tej krainy).
Stępkę okrętu położono 15 stycznia 1943 w stoczni Norfolk Naval Shipyard w Portsmouth. Zwodowano go 24 lutego 1944, matką chrzestną była Josephine Doolittle (żona Doolittle’a). Jednostka weszła do służby w US Navy 15 września 1944, jej pierwszym dowódcą był Captain James D. Barner.
Okręt był w służbie w czasie II wojny światowej. Nie brał udziału w wojnie koreańskiej. Wziął udział w wojnie wietnamskiej.
Wycofany ze służby 30 lipca 1971 został sprzedany na złom 9 sierpnia 1988.